# Carex congestiflora
Carex congestiflora là một loài thực vật có hoa trong họ Cói. Loài này được Reznicek & S.González mô tả khoa học đầu tiên năm 1999.